# Museo de arte moderno de Guinea Ecuatorial
El Museo de arte moderno de Guinea Ecuatorial o Museo de arte moderno de Malabo es un espacio que ofrece una colección de arte de tipo tradicional y contemporáneo de todas partes del país africano de Guinea Ecuatorial y de todo el continente africano en sí mismo. Según se describe intenta mostrar las culturas africanas a través del arte.